# The Keeping Hours
The Keeping Hours é um drama sobrenatural de 2017 dirigido por Karen Moncrieff e escrito por Rebecca Sonnenshine. Após perder o filho em um acidente Mark (Lee Pace) volta a sua antiga casa onde coisas sobrenaturais começam a acontecer. Um drama emocionante que traz um lindo significado. O filme é estrelado por Lee Pace, Carrie Coon, Amy Smart, Ana Ortiz e Ray Baker. O filme foi lançado em 24 de julho de 2018, via vídeo sob demanda e DVD em 7 de agosto de 2018 pela Universal Pictures.

## Enredo
Um advogado vê o fantasma de seu filho morto, o que leva a esposa afastada do homem de volta à sua vida.

## Elenco
- Lee Pace como Mark
- Carrie Coon como Elizabeth
- Amy Smart como Amy
- Ana Ortiz como Janice
- Ray Baker como Lenn
- Molly Hagan como Daniels
- Brianne Howey como Caroline
- Anna Diop como Kate
- Jane Daly como a mãe de Elizabeth
- Cliff Chamberlain como Smith
- Lylah Raye Acosta como Emma

## Produção
Em 14 de outubro de 2015, foi anunciado que Karen Moncrieff iria dirigir um romance sobrenatural de terror, escrito por Rebecca Sonnenshine, sobre dois pais cuja vida juntos termina quando seu filho morre em um acidente de carro. Lee Pace e Carrie Coon foram escolhidos para interpretar os pais, enquanto Jason Blum produziria o filme através da Blumhouse Productions.
As filmagens do filme começou em 1º de dezembro de 2015 em Los Angeles, que terminou em 22 de janeiro de 2016.